# Hypo-Meeting 2015
Hypo-Meeting 2015 – 41. edycja zawodów lekkoatletycznych w konkurencjach wielobojowych rozegrana 30 i 31 maja w austriackim Götzis. Mityng był trzecią odsłoną cyklu IAAF Combined Events Challenge w sezonie 2015.

## Rezultaty
| Konkurencja:           | 1. miejsce            | Rezultat     | 2. miejsce       | Rezultat  | 3. miejsce      | Rezultat  |
| Dziesięciobój mężczyzn | Kai Kazmirek          | 8462 pkt. WL | Michael Schrader | 8415 pkt. | Willem Coertzen | 8398 pkt. |
| Siedmiobój kobiet      | Brianne Theisen-Eaton | 6808 pkt. WL | Carolin Schäfer  | 6547 pkt. | Nadine Broersen | 6531 pkt. |

## Rekordy
Podczas mityngu ustanowiono 3 krajowe rekordy w kategorii seniorów:
| Zawodnik                 | Reprezentacja     | Konkurencja                   | Rezultat  |
| ------------------------ | ----------------- | ----------------------------- | --------- |
| Willem Coertzen          | Południowa Afryka | dziesięciobój lekkoatletyczny | 8398 pkt. |
| Brianne Theisen-Eaton    | Kanada            | siedmiobój lekkoatletyczny    | 6808 pkt. |
| Laura Ikauniece-Admidiņa | Łotwa             | siedmiobój lekkoatletyczny    | 6436 pkt. |